# タイム・イン・タイム
タイム・イン・タイムは宝塚歌劇団のショー作品。

## 月組・大劇場公演
形式名は「グランド・ショー」。
12景。
公演期間は1966年12月3日から12月26日まで。
併演は『薔薇の太陽』と『うかれ殿様』。

### スタッフ
- 作・演出：菅沼潤
- 音楽：吉崎憲治
- 音楽指揮：溝口尭
- 振付：岡正躬、佐々木和男、山田卓
- 装置：石浜日出雄
- 衣装：静間潮太郎
- 照明：今井直次
- 小道具：生島道正
- 効果：坂上勲
- 録音：松永浩志
- 演出補：阿古健
- 振付補：高木祥次

### 主な出演
- 歌う青年、兵士：内重のぼる
- 歌う女：八汐路まり、笹潤子
- 歌う男、歌う女：古城都
- 青年：水はやみ、清はるみ、八島左知、榛名由梨